# Roberto di Bury
Roberto di Bury (... – Bury St Edmunds, 1181) è stato un santo inglese non ufficialmente riconosciuto dal Vaticano.
Presumibilmente assassinato e trovato nella città di Bury St Edmunds nel Suffolk nel 1181, la sua morte, fu attribuita agli ebrei locali in un periodo di crescente antisemitismo. Sebbene fosse stata scritta un'agiografia, non se ne conoscono copie, quindi la storia della sua vita è ora sconosciuta al di là dei pochi riferimenti frammentari sopravvissuti fino a oltre la fine del culto durante la Riforma inglese.
Roberto di Bury allo stesso tempo fece parte di un piccolo gruppo di santi non ufficiali inglesi del XII secolo con caratteristiche sorprendentemente simili: tutti giovani ragazzi misteriosamente trovati morti ed acclamati come martiri di presunte pratiche anticristiane tra gli ebrei. A partire dal XIX e XX secolo tutti gli elementi sulle circostanze della loro morte vengono ricondotte all'archetipo dell'accusa del sangue, di cui il primo caso documentato fu quello di Guglielmo di Norwich (morto nel 1144). L'agiografia di quest'ultimo, redatta dal monaco Thomas di Monmouth, sviluppò un'influenza sulla storia tale da influenzare anche il resoconto della morte di Roberto.

## Agiografia e culto
La tradizione afferma che Roberto fu rapito e ucciso il Venerdì Santo del 1181 ed entro il 1190 divenne il fulcro di un culto di martiri. Jocelyn de Brakelond, un monaco di Bury St. Edmunds, in seguito scrisse una cronaca che copriva questo periodo e che menziona anche di aver trascritto la vita e i miracoli compiuti dal santo ragazzo, ma di questo libro non esiste alcuna copia.
Le informazioni sulle circostanze della morte rimangono tuttora poco chiare, e tra queste John di Taxster è l'unica fonte per la data mentre il racconto superstite del monaco Jocelyn, nella sua storia dell'abbazia di Bury, dice solo "il santo ragazzo Robert fu assassinato e sepolto nella nostra chiesa; molti segni e prodigi furono compiuti tra la gente come ho registrato altrove". Un altro documento afferma semplicemente che fu "martirizzato" a Pasqua dagli ebrei, mentre un documento successivo si riferisce a lui come "un ragazzo crocifisso dagli ebrei".
John Lydgate scrisse una poesia intitolata Prayer for St. Robert , dove la storia della sua morte rispecchiava da vicino quella di Guglielmo di Norwich a partire dalla supposizione che gli ebrei avessero rapito il bambino con l'aiuto di un complice cristiano simile a Giuda, lo avessero torturato e poi crocifisso a Pasqua in una parodia della morte di Gesù. Lydgate disse che fu "flagellato e inchiodato a un albero". Un'illustrazione di una preghiera latina a Roberto lo raffigura mentre giace morto in un fosso accanto a un albero, con un arciere nelle vicinanze che scaglia una freccia verso l'alto, illuminato da un sole gigante. Un'altra immagine mostra una donna che tiene il bambino sopra un pozzo con la scritta "la vecchia voleva, ma non poteva, nascondere la luce di Dio". Questa potrebbe essere la "bambinaia" menzionata ambiguamente nella poesia di Lydgate, forse la complice cristiana o in alternativa una donna ebrea che cercò di nascondere il corpo dopo l'omicidio.
Altre notizie come i presunti eventi che circondarono la morte, l'identità, la vita o la famiglia di Robert al contrario non si sono salvati e restano tuttora sconosciuti.

## Significato
Lo storico Robert Bale sostiene che il culto di Roberto sia sorto a causa dell'influenza del vicino culto di Guglielmo di Norwich. Sebbene Bury St Edmunds custodisse già la tomba di sant'Edmondo martire, da cui prende il nome la città, il culto del santo di Norwich divenne un rivale nei commerci ricavati dai pellegrinaggi, quindi un ragazzo martire locale era desiderabile se l'abbazia voleva trattenere i suoi pellegrini. Secondo lo storico Joe Hillaby, la morte di un ragazzo di nome Harold a Gloucester nel 1168 aveva già stabilito che la morte di Guglielmo potesse essere usata come modello per successive morti inspiegabili di bambini avvenute nel periodo pasquale, e affermando che il fenomeno avesse "stabilito un modello ripreso rapidamente altrove. Entro tre anni venne infatti formulata in Francia la prima accusa di omicidio rituale".
Bale, riferendosi alla ricerca di Hillaby, suggerisce che il culto sia stato promosso in un momento in cui l'abbazia di Norwich stava tentando di affermare l'autorità su Bury. Sostiene che Sansone di Tottington, abate di Bury dal 1182 al 1211, decise che la città aveva bisogno del culto per preservare la sua indipendenza. Questo potrebbe essere un riferimento indiretto alle rivalità politiche locali, poiché Sansone potrebbe aver tentato in questo modo di indebolire il suo rivale Guglielmo il Sacristo, che aveva legami d'affari con gli ebrei della città.
Il culto di Roberto potrebbe essere servito come fattore determinante nel successivo violento attacco contro gli ebrei di Bury St Edmunds la domenica delle Palme del 1190, uccidendone cinquantasette . L'intera comunità ebraica superstite fu subito dopo espulsa dalla città per ordine dell'abate Sansone. Secondo Bale, il culto potrebbe aver aperto la strada all'espulsione, "demonizzando gli ebrei per lo scopo pratico della loro rimozione", ma non si sa abbastanza della storia originale per essere sicuri che non si sia sviluppato come una giustificazione retrospettiva dell'espulsione.